# Цюйфу
Цюйфу́ (кит. упр. 曲阜, пиньинь Qūfù, буквально: «Изогнутый холм») — городской уезд городского округа Цзинин провинции Шаньдун (КНР).

## История
В эпоху Шан эти места входили в состав удела Янь (奄国). В эпоху Чжоу они попали в состав царства Лу. Потом царство Лу было завоёвано царством Чу, а здесь был образован уезд Лусянь (鲁县).
Когда царство Цинь впервые в истории объединило Китай в единое государство, и разделило страну на округа-цзюнь, то здесь был создан округ Лусюэ (鲁薛郡), правление которого разместилось в Цюйфу.
При империи Западная Хань в 154 году до н. э. Лю Юй получил титул «Луского князя» (鲁王) и сделал Цюйфу столицей своего удела.
При империи Суй в 584 году уезд Лусянь был переименован в Вэньян (汶阳县), а в 598 году — в Цюйфу (曲阜县). При империи Тан в 627 году он был присоединён к уезду Сышуй, но в 634 году воссоздан.
При империи Сун в 1012 году уезд Цюйфу был переименован в Сяньюань (仙源县). После того, как эти места были завоёваны чжурчжэньской империей Цзинь, в 1129 году уезду было возвращено название Цюйфу.
При империи Мин в 1511 году во время крестьянского восстания под руководством Лю-шестого и Лю-седьмого Цюйфу был разрушен. После подавления восстания губернатору провинции Шаньдун было приказано выстроить новый уездный центр вокруг кумирни Конфуция.
В 1945 году уезд Цюйфу был объединён с уездом Сышуй в единый уезд Цюйсы (曲泗县), но в 1948 году два уезда были разделены вновь.
В 1950 году в составе провинции Шаньдун был образован Специальный район Тэнсянь (滕县专区), и уезд вошёл в его состав. В 1952 году была расформирована провинция Пинъюань, и входивший в её состав Специальный район Хуси (湖西专区) был передан в состав провинции Шаньдун. В июле 1953 года Специальный район Хуси был расформирован; 4 его уезда были переданы в состав Специального района Хэцзэ, а оставшиеся были объединены со Специальным районом Тэнсянь в Специальный район Цзинин (济宁专区). В 1958 году к уезду Цюйфу был присоединён уезд Цзыян.
В 1962 году уезд Цзыян был вновь выделен из уезда Цюйфу, получив при этом название «Яньчжоу». В 1967 году Специальный район Цзинин был переименован в Округ Цзинин (济宁地区).
30 августа 1983 года постановлением Госсовета КНР округ Цзинин был преобразован в городской округ Цзинин.
В июне 1986 года уезд Цюйфу был преобразован в городской уезд Цюйфу.

## Административное деление
Городской уезд делится на 4 уличных комитета, 6 посёлков и 2 волости.

## Цюйфу как центр конфуцианства
Цюйфу — родина философа Кун-цзы, в Европе и Америке более известного как Конфуций. В Цюйфу находятся три святыни Учителя Куна, известных как Дворец Конфуция или Дворец Яньшэнгун, Храм Конфуция и кладбище Кунлинь, на котором похоронен сам Конфуций и тысячи его потомков. Данные объекты входят в список мирового культурного наследия ЮНЕСКО.

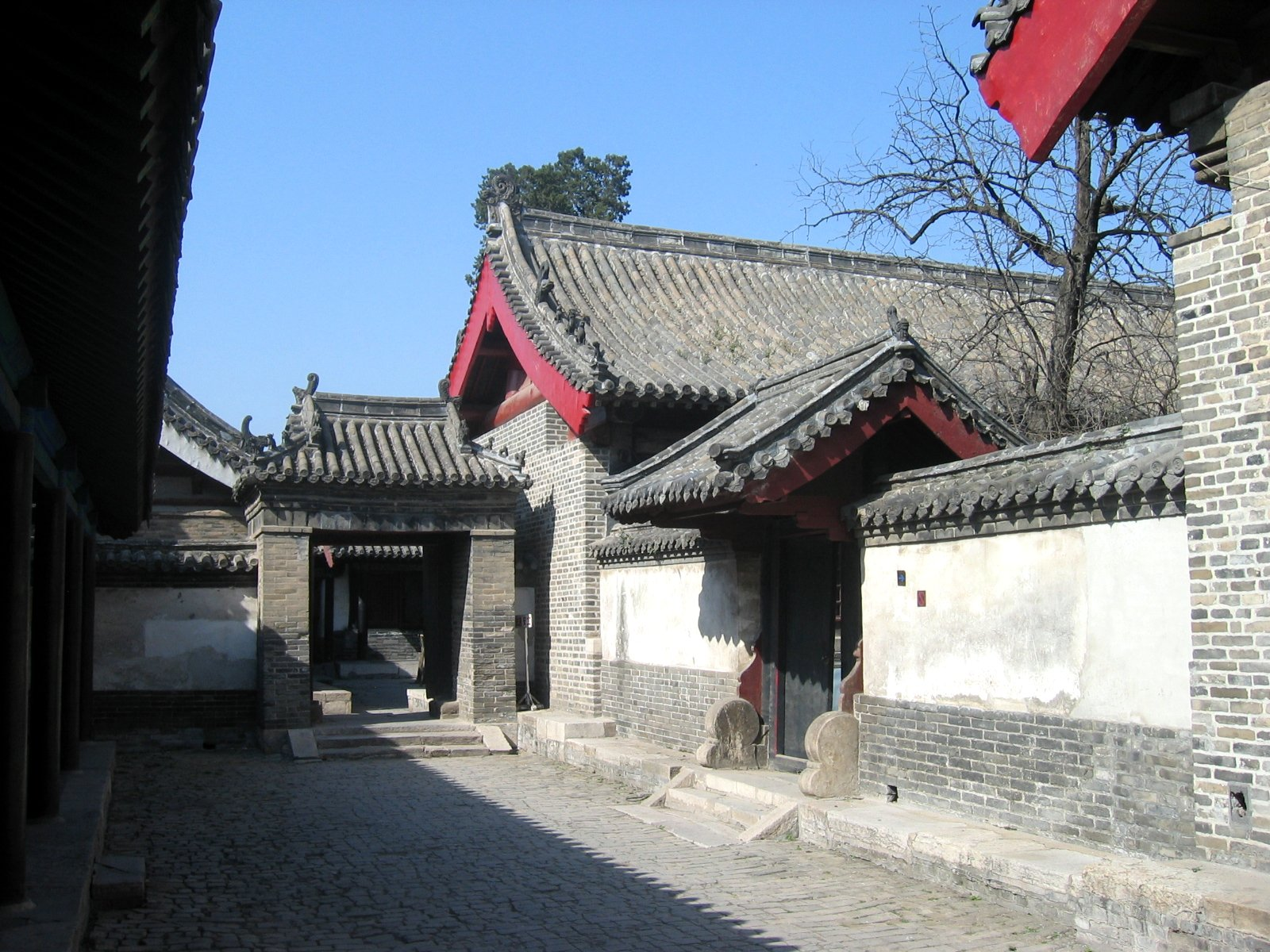
Старинные домики потомков Конфуция
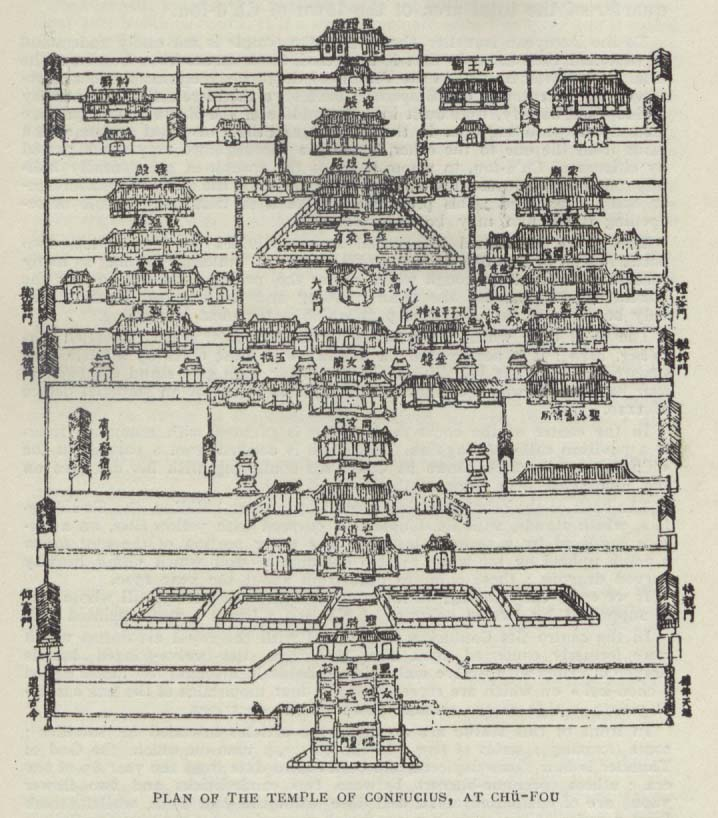
План храма Конфуция в 1912
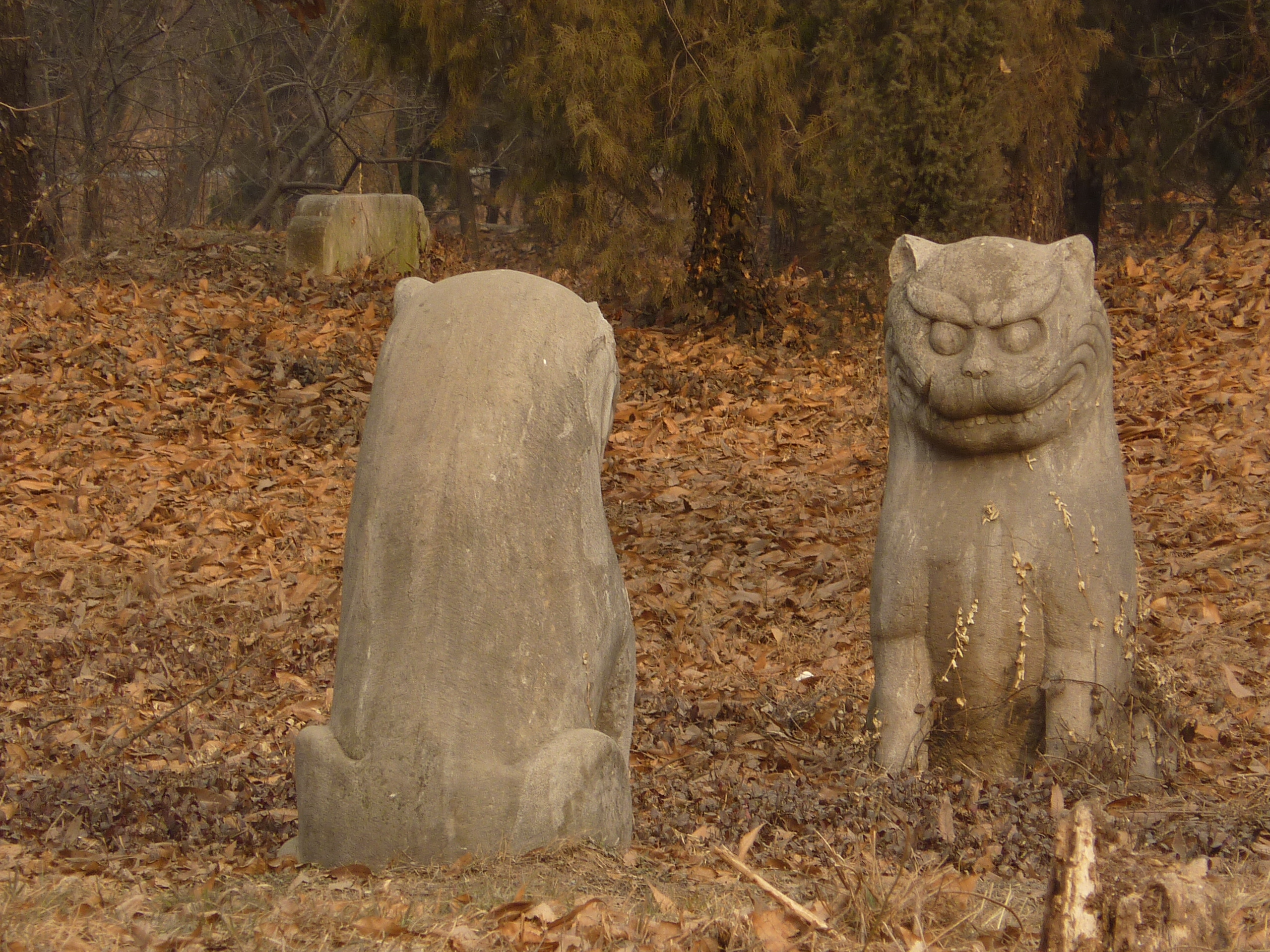
Звери кошачьей породы у могилы Кун Чжэньганя (потомка Конфуция в 64-м поколении) — часть стандартного набора хранителей захоронений феодальных правителей Цюйфу
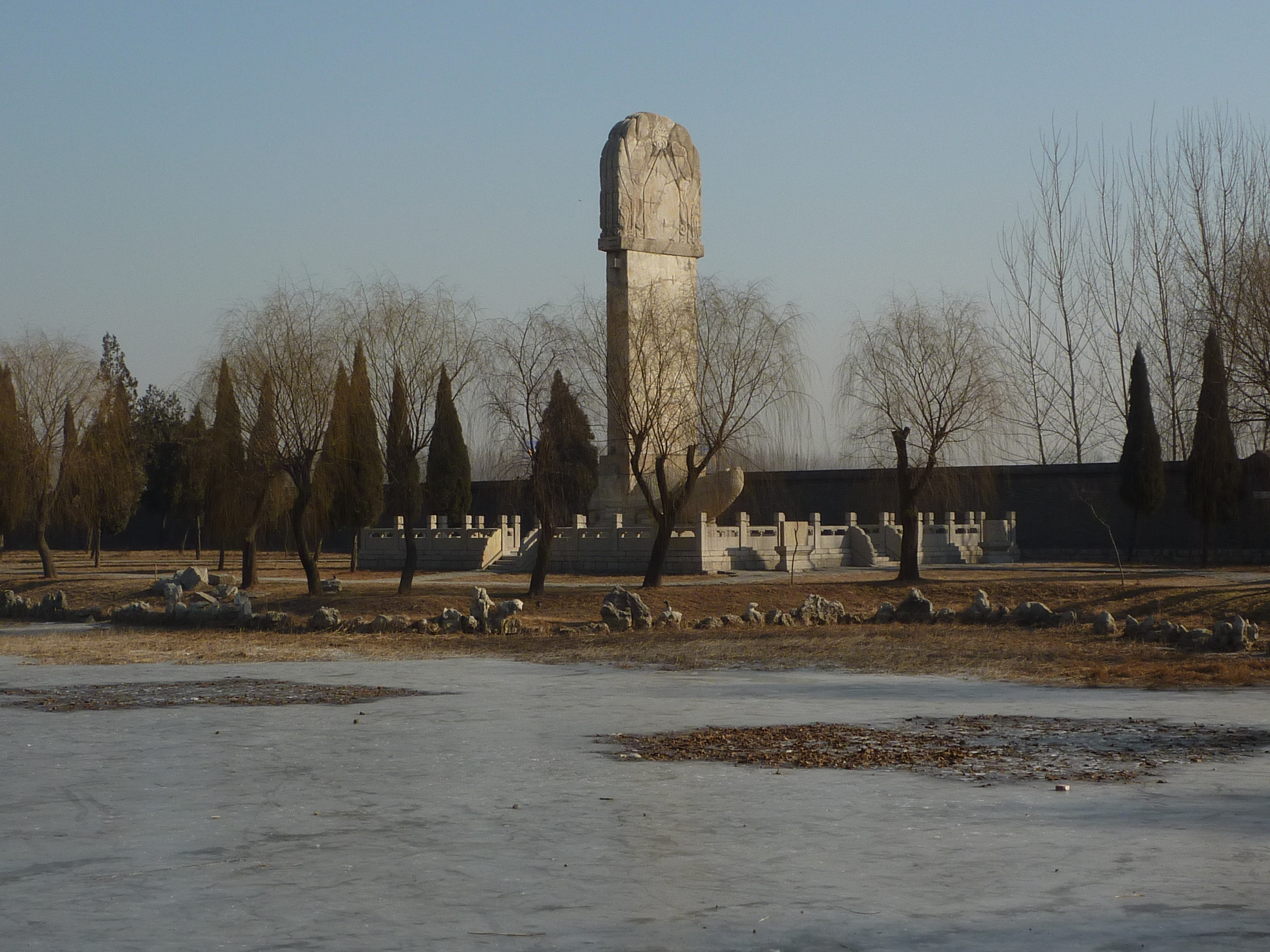
Шоу цю, родина легендарного Жёлтого императора
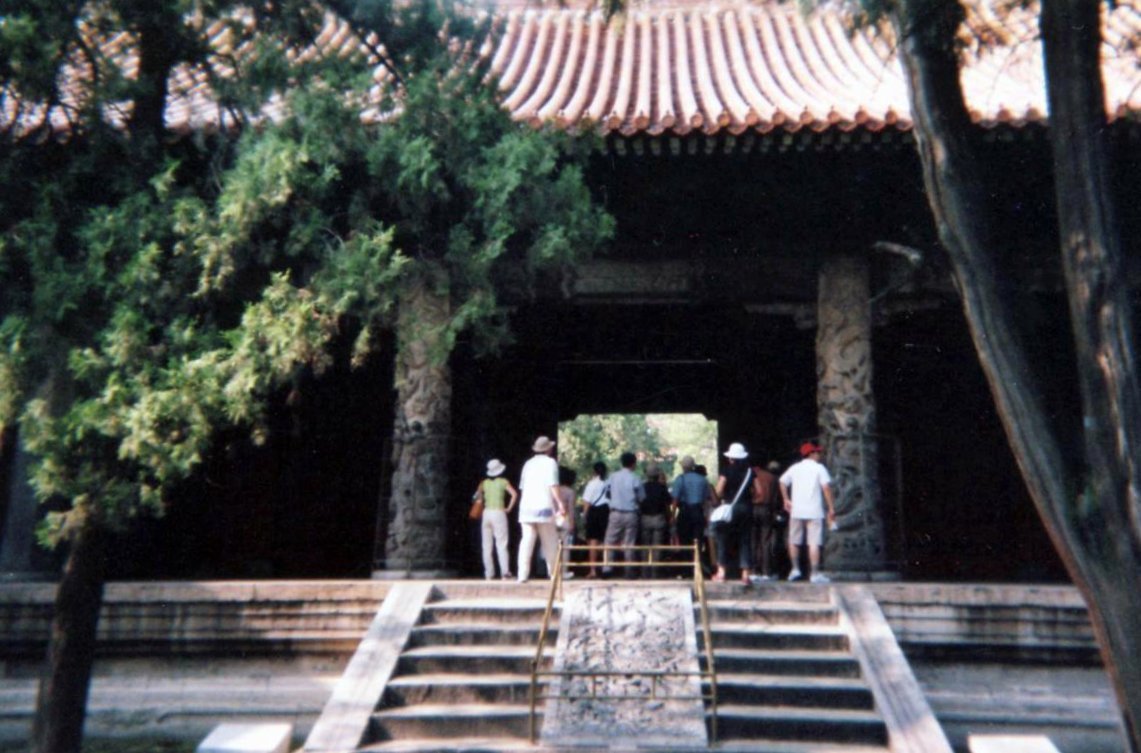
Вход на кладбище Кунлинь, где похоронен Конфуций и его потомки
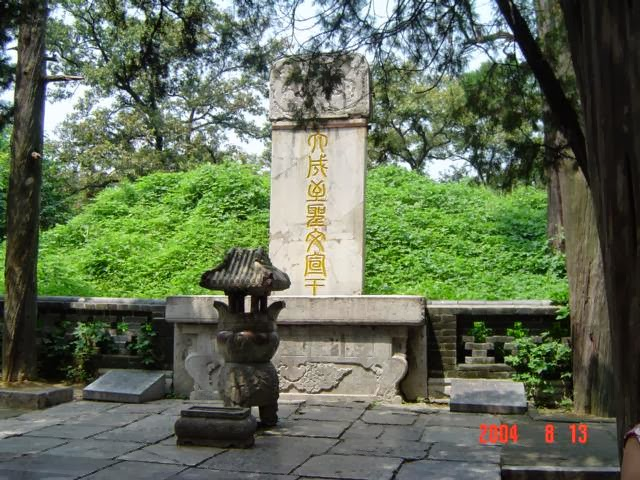
Могила Конфуция на кладбище Кунлинь